# Bomolocha bolivianalis
Bomolocha bolivianalis là một loài bướm đêm trong họ Noctuidae.